# Ситуационная этика
Ситуационная (ситуативная) этика, или «новая нравственность» — это нормы поведения, изменяющиеся в зависимости от внешних факторов. Данная теория представляет собой нечто среднее между легализмом и антиномизмом.

## История
Теория ситуационной этики была разработана в 1960-х годах известным американским учёным, профессором Джозефом Фрэнсисом Флетчером (1905—1991).

## Общая характеристика
Ситуативная этика отчасти схожа с естественным правом, в том аспекте, что она принимает разум как инструмент морального суждения, отрицая, однако, то представление, будто добро «заложено» в природе самих вещей, объективно. Отчасти же ей по пути со священным законом, в том, что она принимает откровение как источник моральной нормы, однако отрицая все «богоданные» («revealed») нормы или законы, кроме единственного требования — любить Бога через любовь к ближнему.
Последователь ситуационной этики следует моральному закону или нарушает его, сообразно долгу любви. Его суждения предположительны, а не категоричны. Лишь требование любви составляет безусловное добро. Как излагает это Генрих Бруннер, «Основание Божественного воления (Divine Command) всегда одно и то же, но его содержание варьирует в зависимости от обстоятельств». Таким образом, «ошибка казуистики заключается не в том, что она отражает бесконечное разнообразие форм, которое божественное воление любви может в себя включать; ошибка её в стремлении дедуцировать частные законы из универсального закона … как если бы все могло быть устроено заранее. … Любовь, однако, свободна от всех этих предустановлений».
Уильям Темпл изложил это так: «Универсальная обязанность касается не частных суждений совести, но самой совести. Какие именно действия правильны, может зависеть от обстоятельств… но существует абсолютная обязанность стремиться ко всему, что правильно в каждом случае». Исходя из положений ситуационной этики, обязанность зависит от ситуации, но обязанность внутри ситуации абсолютна. Человек «обязан» говорить только правду, например, если ситуация требует этого; если же убийца спрашивает его, где находится намеченная им жертва, долг может состоять и в том, чтобы солгать. Есть в ситуативной этике её абсолютный элемент и элемент вычисляемый, как однажды указал Александр Миллер. Но лучше было бы сказать — в ней есть абсолютный идеал и вычислительный метод. Ситуативная этика имеет целью уместность в каждом данном контексте — не «доброе» или «правильное», а точное, подходящее.
Существуют различные именования описываемого подхода: ситуационизм, контекстуализм, окказионализм, циркумстанциализм (circumstantialism), и даже актуализм. Эти ярлыки указывают на то, конечно, что ядро этики, которую они означают, составляет здоровое и фундаментальное сознание того, что «всё зависит от обстоятельств» — то есть, что в реальных проблемах, с которыми сталкивается совесть, ситуативным различиям следует придавать столько же значения, как и нормативным или «всеобщим» константам.
Ситуативные факторы столь фундаментальны, что позволительно сказать — «обстоятельства меняют правила и принципы». Характер ситуационной этики в том, что она эмпирична, ориентирована на факты, объективна. Она против как морализирования, так и против законничества. Она представляет собой «казуистику» (основана на учёте конкретных случаев) в конструктивном и не уничижительном смысле этого слова. По мнению Флетчера её можно назвать «неоказуистикой» так как, подобно классической казуистике, она сфокусирована на частных случаях и конкретна, её задача — претворить христианские императивы в практическую деятельность. Но в отличие от классической казуистики, эта неоказуистика отвергает всякую попытку предварить или предписать реальные жизненные решения, ввиду их экзистенциальной неповторимости.

## Значимость
Основное значение теории ситуационной этики состоит в том, что она является попыткой найти «золотую» середину между легализмом и антиномистской беспринципностью. И, несмотря на свои недостатки, некоторые из которых указаны ниже, является значительным шагом к выработке критериев оценки моральных действий.

## Проблемы
Флетчер признаёт, что ситуационная этика является по сути своей утилитаризмом, и считает, что ситуационализм развил принцип удовольствия в утилитаризме и назвал его принципом агапе (любви), поэтому различие между ними только в терминах.
В основе критики ситуационной этики лежит простое утверждение: любовь, как её изображает Флетчер, не может предоставить никакого руководства в процессе принятия решения. По той причине, что каждый человек может иметь различные мнения о том, что в данной ситуации делается по любви, а что нет.
Продолжая критически оценивать ситуационализм, можно увидеть ещё одно его слабое место, а именно: если мораль основана на последствиях, мы должны будем уметь предсказать эти последствия, что представляется достаточно сложной задачей.

## Критика и альтернативные подходы
Фриц Риденур в своей книге «В зависимости от обстоятельств» (Fritz Ridenour, It All Depends) бросает вызов новой морали и критикует её. По его мнению, преступая Божьи правила, человек, так или иначе, обязательно оставляет кого-то обиженным или травмированным. Вторым значимым моментом его критики являются вопросы: Можно ли совершать дурной поступок из правильных побуждений? Что именно считать правильными побуждениями? Сколько раз совершается дурной поступок из благих побуждений, перед тем, как данные «благие» побуждения перерастают в корысть?
Альтернативными теории ситуационной этики являются легалистский и антиномианский подходы к принятию моральных решений. При легалистском подходе человек вступает в каждую требующую принятия решения ситуацию вооружённым всем аппаратом готовых правил и регулятивов. Его принципы, кодифицированные в правилах поведения, являются не просто ориентирами или максимами, проясняющими ситуацию; это — директивы, которым надо следовать.
Прямо противоположно легализму располагается антиномианизм. Термин «антиномианизм» (буквально, «против закона») был впервые использован Лютером для описания взглядов Иоганна Агриколы. Это — такой подход, при котором считается, что человек попадает в какую-либо ситуацию, требующую его собственного решения, не вооружённым вообще никакими принципами или максимами. Исходя из данной теории, в каждом «экзистенциальном моменте» или в каждой «уникальной» ситуации следует опираться лишь на ситуацию саму по себе для того чтобы прийти к её этическому завершению.